# Lončanik
Lončanik (cyr. Лончаник) – wieś w Serbii, w okręgu kolubarskim, w gminie Ub. W 2011 roku liczyła 477 mieszkańców.